# Antoś Szprycha
Antoś Szprycha – polski zespół kabaretowy/satyryczny z nurtu muzyki disco polo.

## Historia
Zespół powstał z inicjatywy Marka Górskiego (Antoś Szprycha) i Justyny Adamczak (Ziuta Szprychowa), wcześniej występujących już razem w zespołach Grupa Karo i Melody, do których wkrótce dołączył Mieczysław Góra (Szwagier Mietas). Grupa debiutowała w 1997 w Sopockiej Operze Leśnej prezentując utwory „Wspomnienie po kaszanie” oraz „Bojowa teściowa”. W 1998 zespół koncertował w Kanadzie na zaproszenie tamtejszej Polonii. Grupa związana jest z wytwórnią FFH STD i ma w dorobku kilkanaście wydawnictw fonograficznych, w tym platynową płytę. Antoś Szprycha w dorobku ma również liczne przeboje, w tym między innymi „Wspomnienie po kaszanie”, „Obiecanki Cacanki” czy „Nasza Straż Pożarna”, które trafiły na pierwsze miejsca branżowych list przebojów, w tym telewizyjnego programu Disco Relax. Autorką tekstów zespołu jest Justyna Adamczak, zaś kompozytorem i aranżerem utworów był Marek Górski. 
25 kwietnia 2016 zmarł współzałożyciel, lider, wokalista i kompozytor zespołu Marek Górski.

## Wybrana dyskografia
- Kasety magnetofonowe:
  - MC214 - Antoś Szprycha Antoś i dziewczynki (1997)
  - MC224 - Antoś Szprycha Wspomnienie po kaszanie (1997)
  - MC247 - Antoś Szprycha Obiecanki, cacanki (1998)
  - MC288 - Antoś Szprycha Z kosą do Europy (1999)
  - MC302 - Antoś Szprycha The best of Antoś Szprycha (1999)
  - MC331 - Antoś i Ziuta Szprychowie Piosenki o najpiękniejszych bajkach świata (2000)
  - MC345 - Antoś Szprycha Kolorowe pocztówki (2000)
  - MC376 - Antoś Szprycha Adasiowi - wydanie specjalne (2001)
  - MC389 - Antoś Szprycha Wyborcza kiełbasa (2001)
- Płyty kompaktowe:
  - CD069 - Antoś Szprycha Wspomnienie po kaszanie (1997)
  - CD077 - Antoś Szprycha Obiecanki cacanki (1998)
  - CD096 - Antoś Szprycha Z kosą do Europy (1998)